# Цирк (Грозный)
Грозненский цирк был открыт в 1976 году. Был одним из крупнейших на юге страны.

## История
Цирк открылся 18 февраля 1976 года. По такому же проекту были построены цирки в четырёх других городах страны: Гомеле, Ставрополе, Запорожье и Краснодаре. Архитекторами проекта были Ю. Моторин, М. Шульмейстер и А. Кудрявцев. Проект был разработан в ЦПНИИЭП зрелищных зданий и спортивных сооружений в Москве. В 1974 году проект был отмечен премией Совета Министров СССР.
Здание, расположенное на берегу Сунжи и названное местными жителями «летающей тарелкой», имело самое передовое по тому времени техническое оснащение и могло принять до 2 тысяч зрителей. В Грозненском цирке выступали известные советские артисты цирка: Карандаш, Игорь Кио, Тамерлан Нугзаров, Олег Попов и многие другие. Кроме того, в здании проходили важные мероприятия республиканского масштаба: концерты, выставки, спортивные соревнования. Рядом с цирком располагалась гостиница «Арена», рассчитанная на 200 мест, в которой размещались приехавшие на гастроли артисты.
31 января 1984 года в цирке прошёл один из матчей сборных СССР и США по борьбе. В весовой категории до 48 кг американец Б. Уивер победил Василия Гоголева, а чемпион СССР среди юниоров П. Христофоров победил К. Ванни. Рахим Новрузов (до 52 кг) убедительно одолел Р. Виллинхэма, Гурген Багдасарян (до 57 кг) — Б. Дэвиса, а Осман Эфендиев — Д. Азеведо с явным преимуществом. Михаилу Харачуре (до 68 кг) потребовалось чуть более минуты, чтобы чисто победить Н. Карра, а Абдулла Магомедов взял верх над Л. Зелецки. Лерой Кемп (до 74 кг) в напряжённом поединке уступил Тараму Магомадову, а Дейв Шульц — Лукману Жабраилову. Ваха Евлоев (до 90 кг) одержал верх над Эдом Банахом, а Руслан Жабраилов — над М. Халлом. Магомед Магомедов (до 100 кг) оказался сильнее Лу Банаха, а Брюс Баумгартнер — Джамала Тариеладзе. Матч окончился со счётом 8:2 в пользу сборной СССР. В зачёт шла только одна победа в каждой весовой категории.
| Весовая категория | Победитель        | Соперник          | Результат              |
| ----------------- | ----------------- | ----------------- | ---------------------- |
| до 48 кг          | Б. Уивер          | Василий Гоголев   |                        |
| до 48 кг          | Пётр Христофоров  | К. Ванни          |                        |
| до 52 кг          | Рахим Новрузов    | Р. Виллинхэм      |                        |
| до 57 кг          | Гурген Багдасарян | Б. Дэвис          |                        |
| до 57 кг          | Осман Эфендиев    | Д. Азеведо        | за явным преимуществом |
| до 68 кг          | Михаил Харачура   | Н. Карр           | чистая победа          |
| до 68 кг          | Абдулла Магомедов | Л. Зелецки        |                        |
| до 74 кг          | Тарам Магомадов   | Лерой Кемп        |                        |
| до 74 кг          | Лукман Жабраилов  | Дейв Шульц        |                        |
| до 90 кг          | Ваха Евлоев       | Эд Банах          | чистая победа          |
| до 90 кг          | Руслан Жабраилов  | М. Халл           |                        |
| до 100 кг         | Магомед Магомедов | Лу Банах          |                        |
| свыше 100 кг      | Брюс Баумгартнер  | Джамал Тариеладзе |                        |

В ноябре 1990 года в цирке прошёл Общенациональный съезд чеченского народа, принявший декларацию о государственном суверенитете. Это решение было поддержано председателем Верховного Совета Чечено-Ингушетии и первым секретарём Чечено-Ингушского обкома КПСС Доку Завгаевым. Съезд избрал председателем Общенационального конгресса чеченского народа Джохара Дудаева.
Последнее представление прошло в цирке в 1991 году. В ходе боёв Первой чеченской войны здание было полностью разрушено.
В 2014 году в Грозном был открыт многоуровневый спортивный комплекс «Колизей», арена которого позволяет проводить, помимо спортивных, цирковые и эстрадные представления.

## В филателии
В 1982 году в СССР была выпущена почтовая карточка с изображением Грозненского цирка.